# عبادة كوبيلي وأتيس

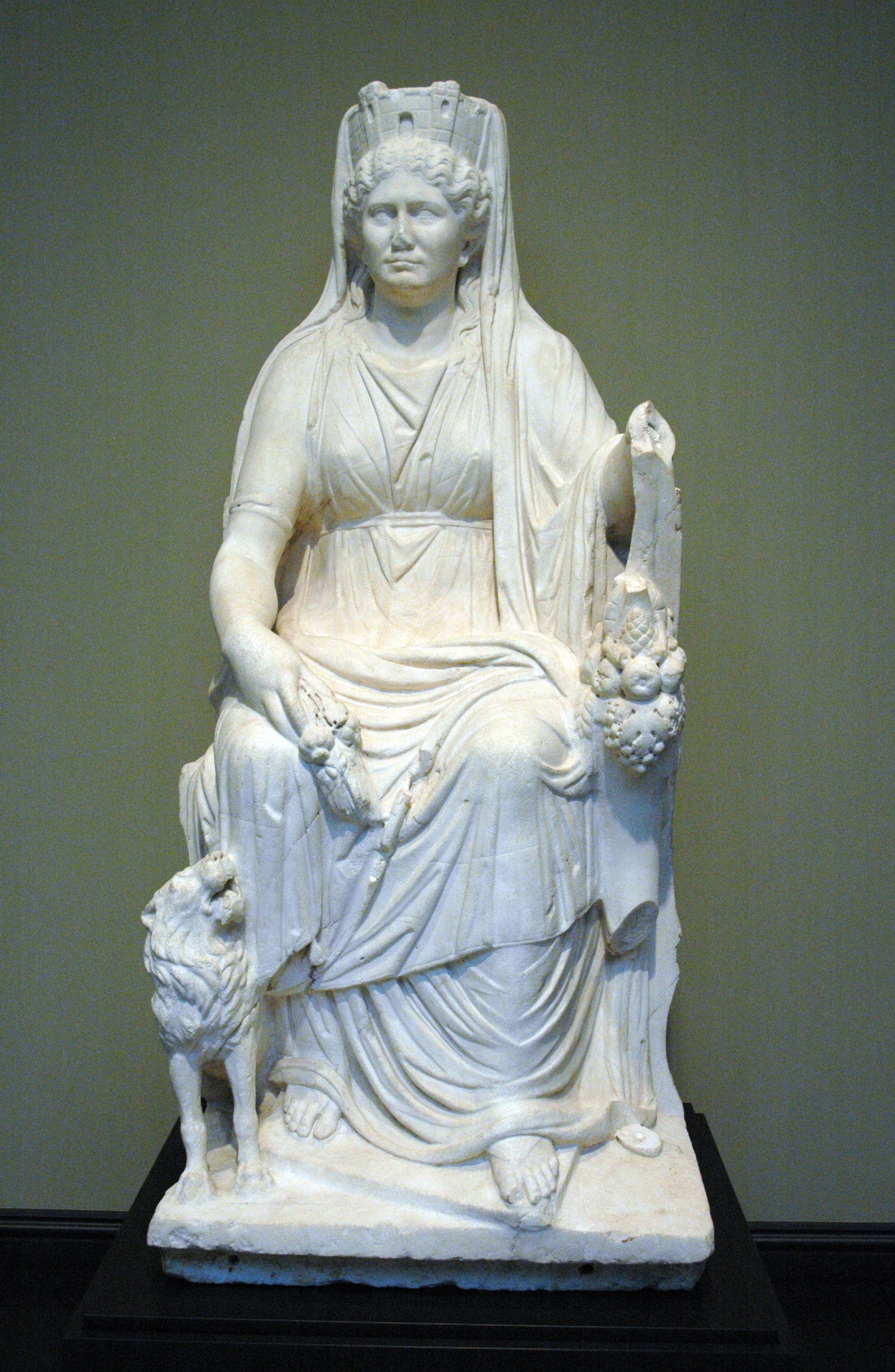
كوبيلي، نحت روماني، حوالي 50 م، متحف جيه بول جيتي ماليبو

عبادة كوبيلي وأتيس هي عبادة سرية تشبه عبادة ميثرا كانت منتشرة في جميع أنحاء الإمبراطورية الرومانية حتى العصور القديمة المتأخرة . قُدّست فيها الإلهة كوبيلي ( باليونانية Κυβέη) أو الأم العظمى في جبل إيدا مع قرينها أتيس في فريجيا ولاحقًا في اليونان، وتراقيا وروما .

## الأسطورة
تقول الأسطورة التي نقلها بوسانياس وأرنوبيوس ، أن زيوس نام ذات مرة على جبل أجدوس في فريجيا وترك منيه يسقط على الأرض. عندها نما الخنثى أغديستس على الفور من الصخر. وكانت طبيعته مخيفة لذلك أخصته الآلهة الأخرى. وهكذا فقد أغديستيس رجولته، وأصبح الأم العظمى كوبيلي، لكن أتيس خرج من أعضائه التناسلية المقطوعة. ونظرًا لأن كوبيلي و أتيسكانا في الأصل شخصًا واحدًا، فقد انجذبا لبعضهما البعض.
كانا يتجولان بسعادة لفترة من الوقت عبر الجبال الفريجية، ولكن لاحقًا قرر أتيس الزواج من ابنة ملك بيسينوس . كان حفل الزفاف على قدم وساق بالفعل عندما ظهرت كوبيلي ، الغاضبة من الغيرة، في الساحة وضربت حضور حفل الزفاف بالجنون. كما فقد أتيس عقله. وركض إلى الغابة وأخصى نفسه تحت شجرة صنوبر، مما تسبب بنزيفه حتى الموت. حينها طلبت كوبيلي من زيوس إعادة الشاب إلى الحياة. لكنه ضمن فقط أن جسد أتيس لن يتحلل أبدًا. ثم دفنت كوبيلي أتيس في كهف جبلي في بيسينوس أو بالقرب منه، ونصبت كهنوتًا يتكون من الخصيان وأسست شعائر الرثاء وعيد سنوي كبير.

## المصادر المبكرة

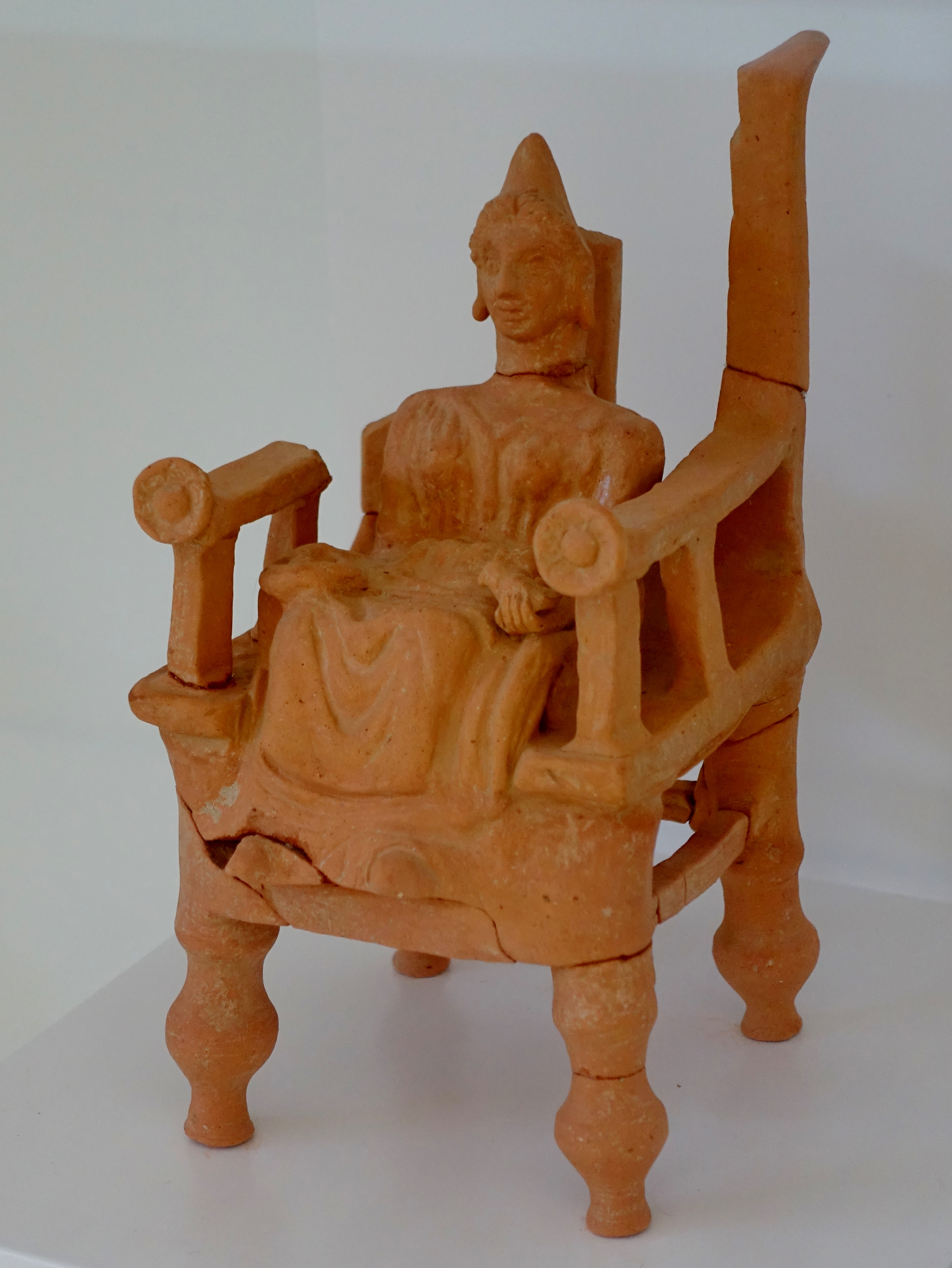
تمثيل لكوبيلي بقبعة فريجية من برايسوس في شرق جزيرة كريت (القرن الخامس ق.م

### التوروبوليوم

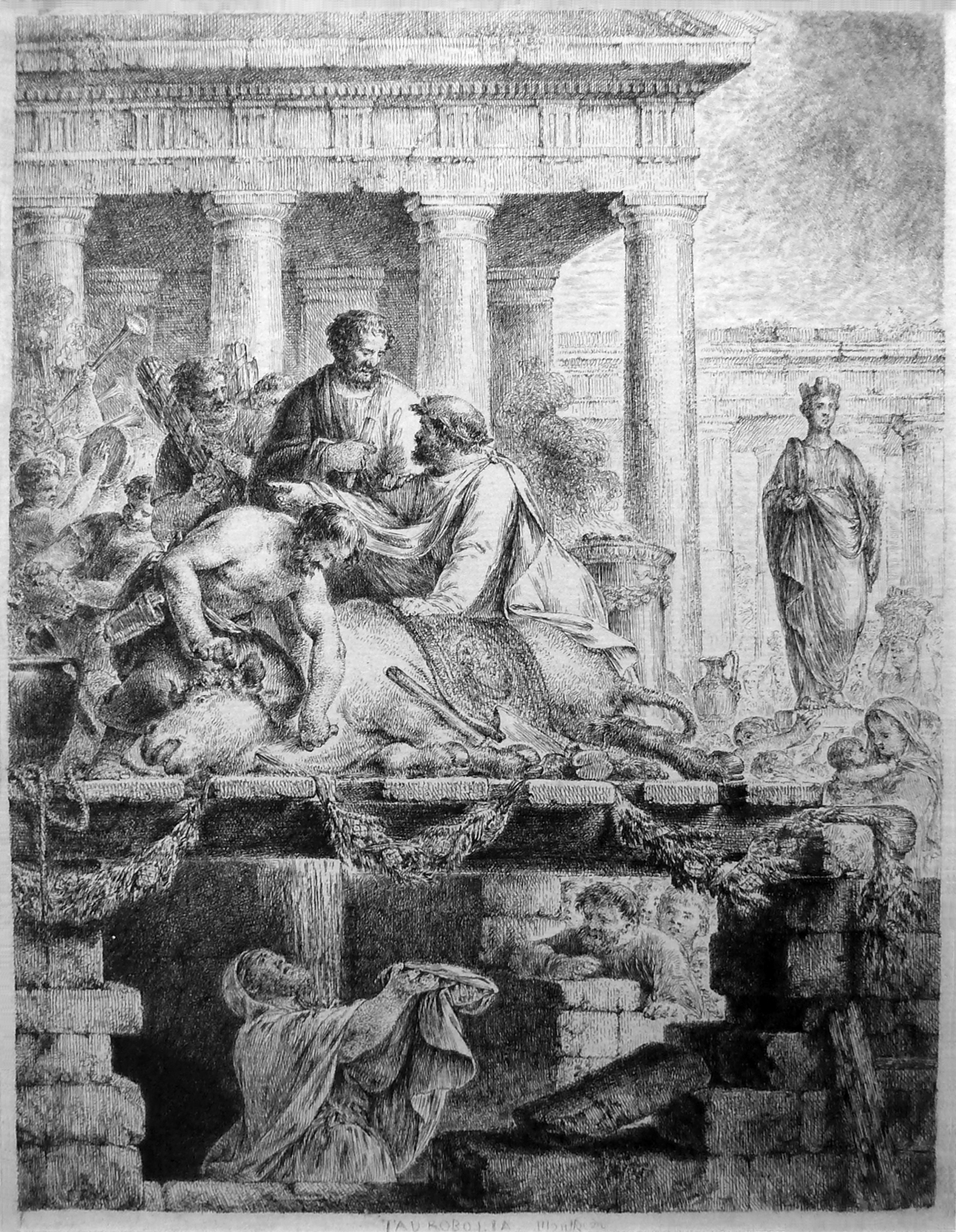
توروبوليوم أو أضاحي كهنة كوبيلي فترة حكم أنطونيوس بيوس (برنارد رود. 1780م)

## العلاقات مع العبادات الأخرى

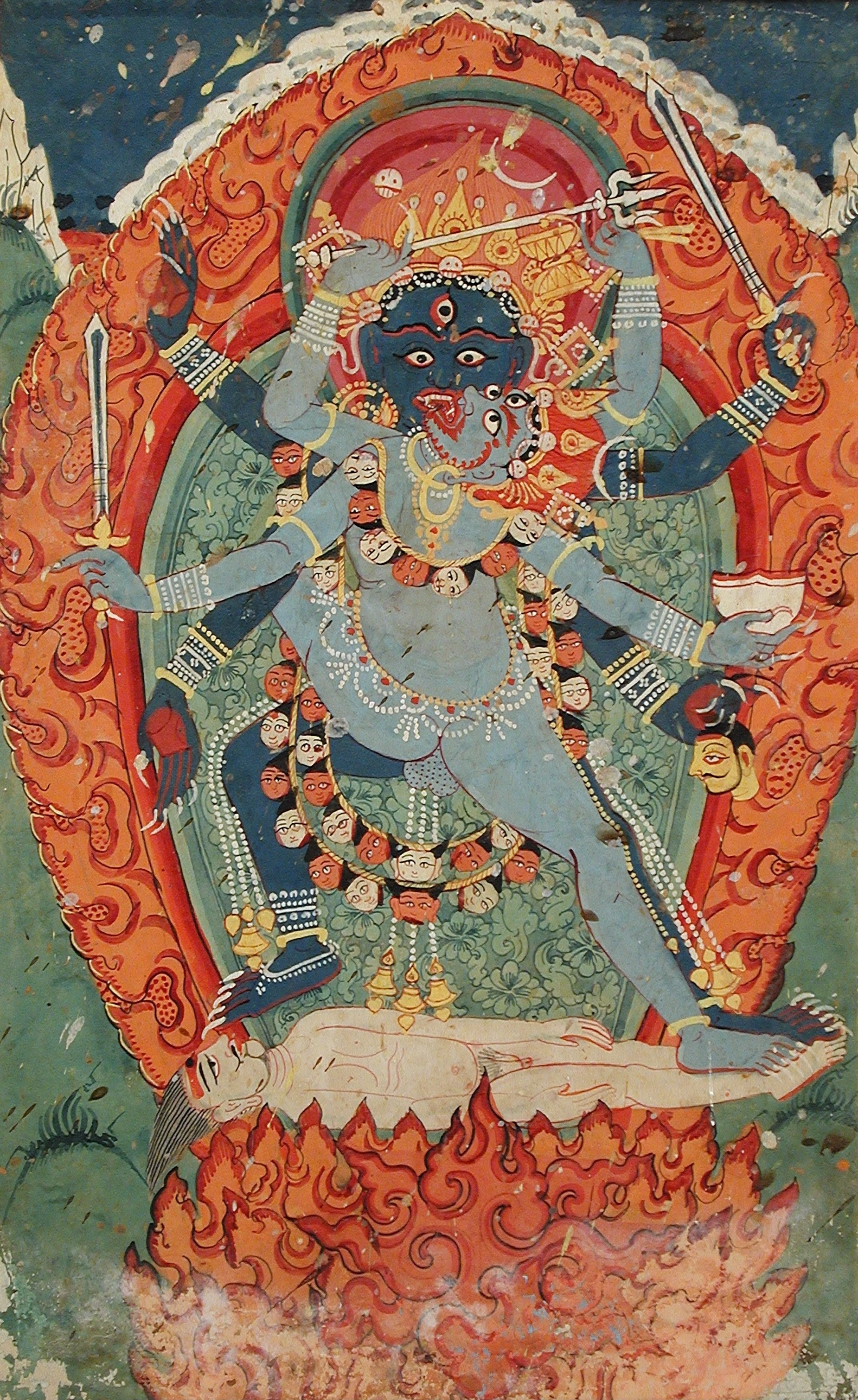
تقف كالي على جسد شيفا، وفي الخلفية بيضة العالم